# LeRoy Neiman

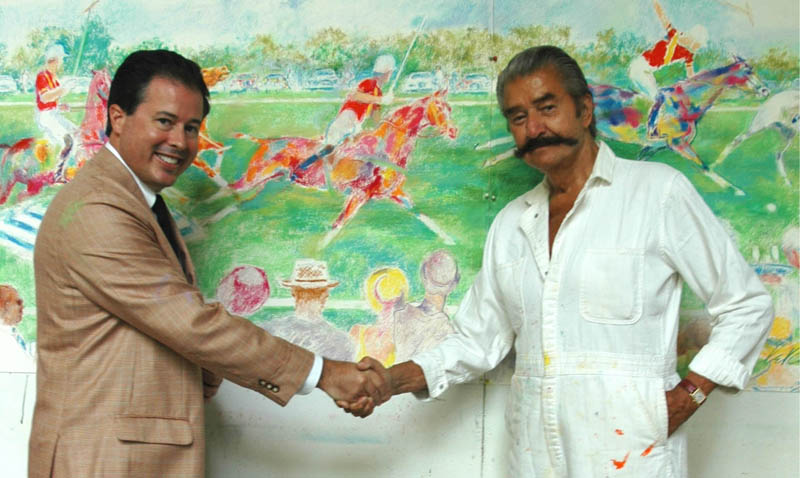
LeRoy Neiman (rechts)

LeRoy Neiman (* 8. Juni 1921 in Saint Paul, Minnesota als LeRoy Leslie Runquist; † 20. Juni 2012 in New York) war ein US-amerikanischer Maler, der vor allem für seine expressiven grellbunten Sportbilder bekannt war.

## Leben
LeRoy Leslie Runquists schwedischstämmiger Vater trennte sich von der Familie, als er noch klein war. LeRoy nahm daraufhin den Nachnamen seines Stiefvaters an. Nach seiner Militärzeit schrieb er sich bei der St. Paul School of Art und dem School of The Art Institute of Chicago ein und arbeitete anschließend als Kunstlehrer. Ab 1954 war er für den Playboy tätig, dem er bis zu seinem Tod verbunden blieb und wo er von Art Paul gefördert wurde und die Femlinfigur für die Witzseite schuf. Ab den 1960er Jahren spezialisierte er sich auf Sportbilder und gelangte in diesem Feld zu großem Ansehen, so wurde er unter anderem in die International Boxing Hall of Fame aufgenommen. Bei den Kunstkritikern war er eher gering angesehen, doch war er zu Lebzeiten einer der populärsten Maler der USA.

## Bibliographie (unvollständig)
- Neiman, LeRoy. Art and Life Style. ISBN 0-9600692-3-2.
- Neiman, LeRoy (2012). All Told: My Art and Life Among Athletes, Playboys, Bunnies, and Provocateurs. Lyons Press. ISBN 978-0-7627-7837-9. OCLC 756578679.